# Flavescence dorée
 (octobre 2016).

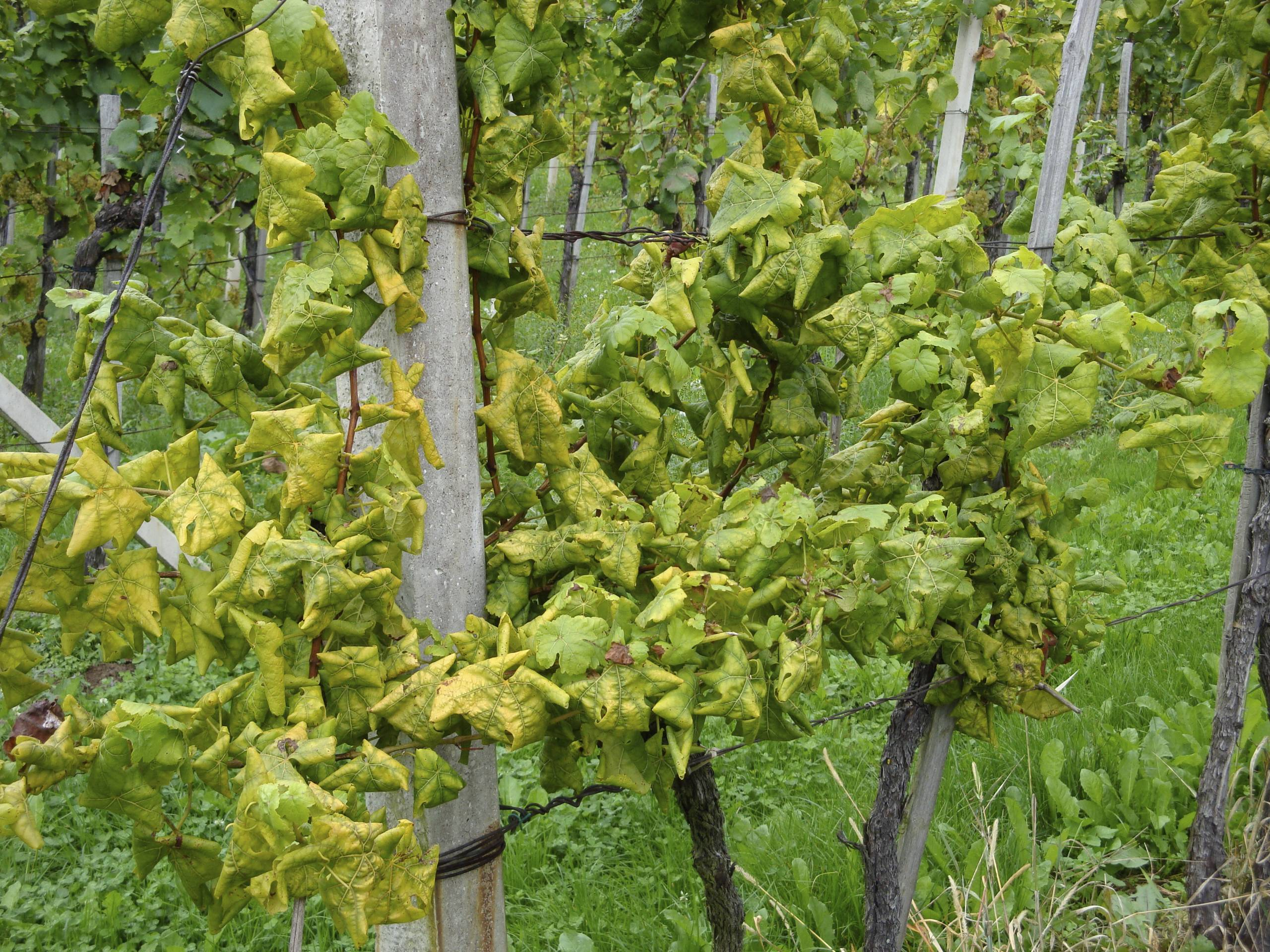
Vigne atteinte de flavescence dorée (variété Scheurebe).

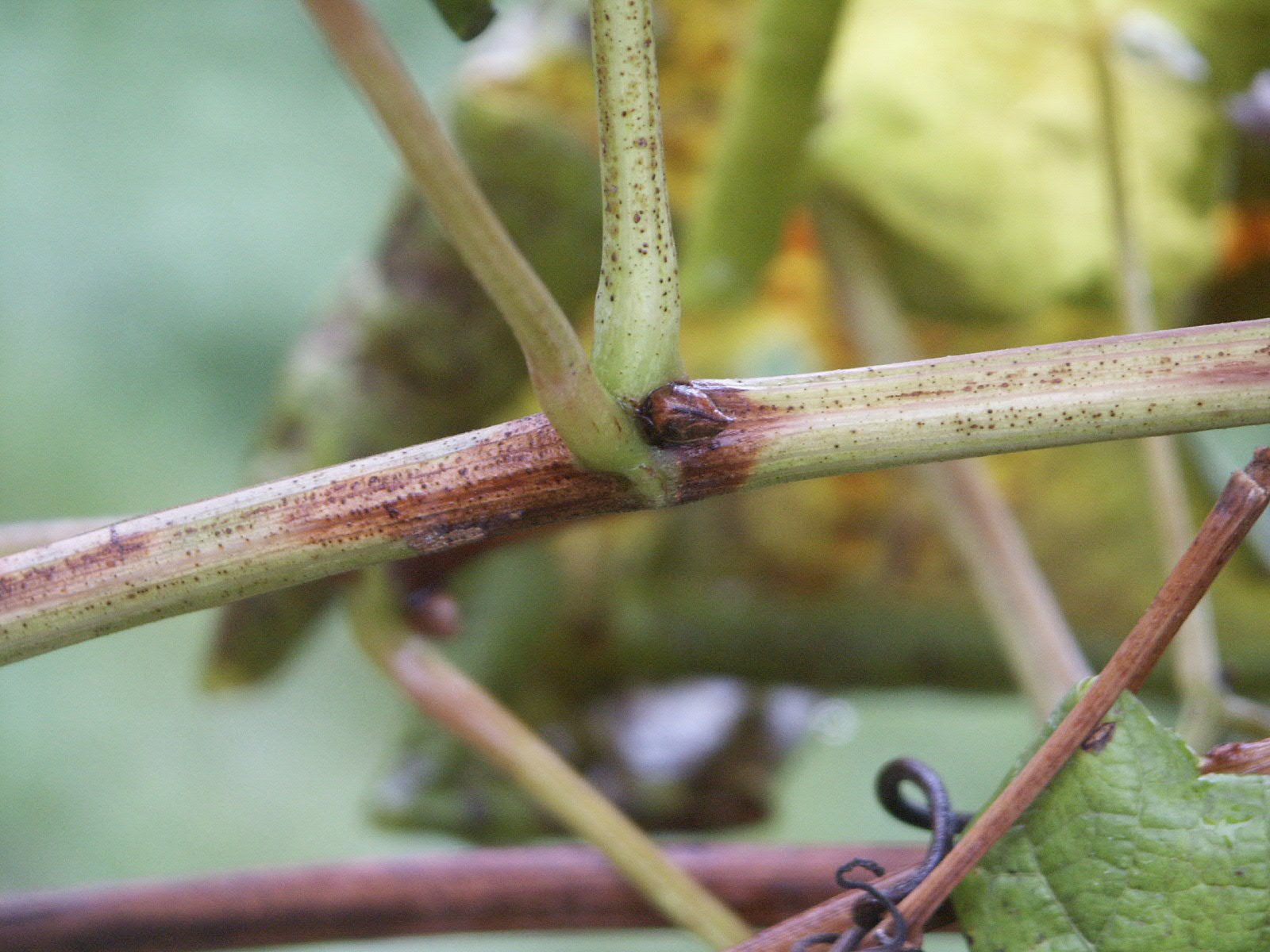
Attaque d'une tige.

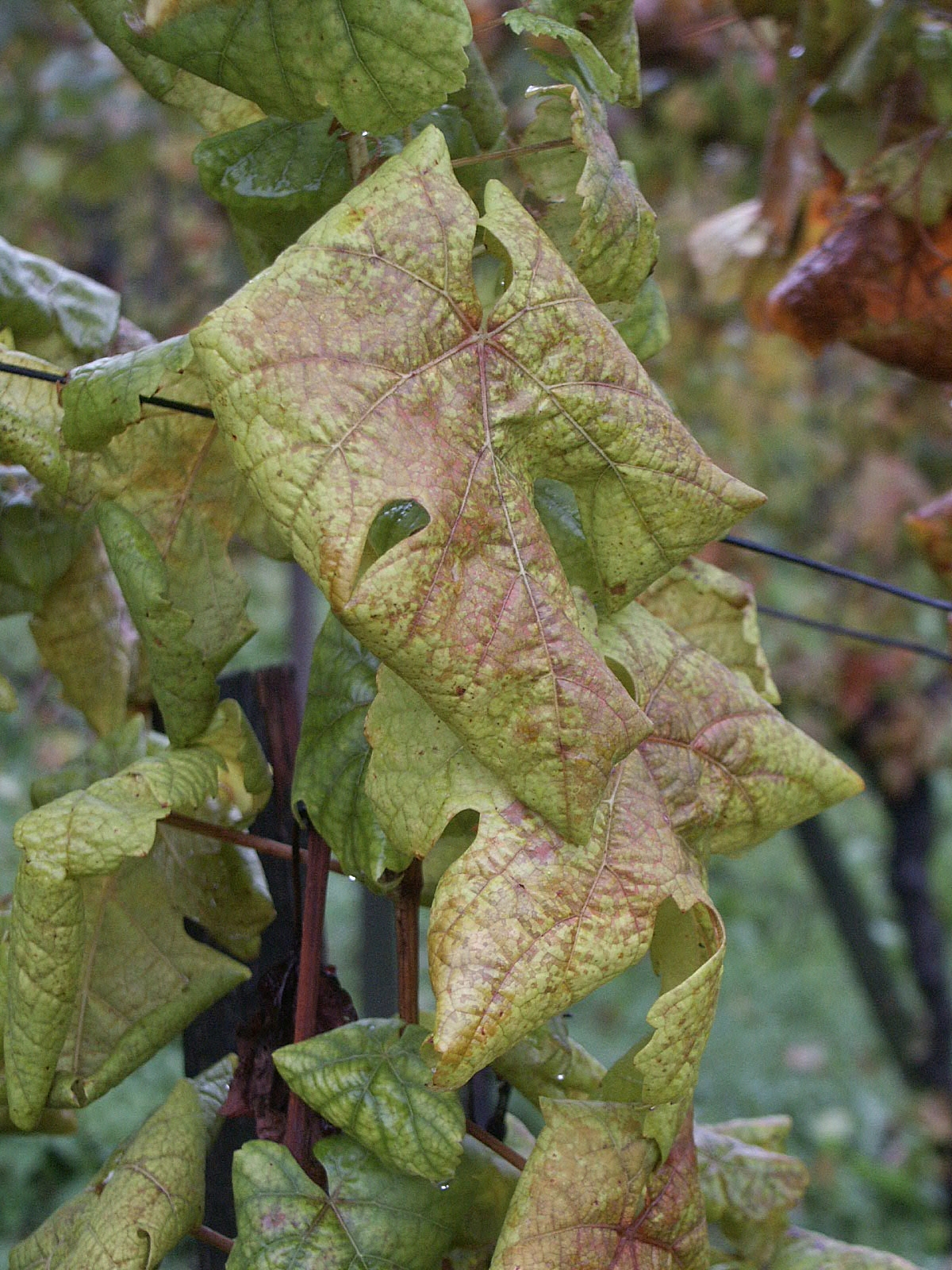
Attaque d'une feuille.

La flavescence dorée est une maladie de la vigne à l'origine de pertes de récolte importantes, aux conséquences parfois irrémédiables pour la pérennité du vignoble.
L'agent responsable, Candidatus phytoplasma vitis, est un phytoplasme : il s'agit d'une petite bactérie dépourvue de paroi cellulaire et localisée dans le liber de la plante. Il se multiplie dans la vigne et dans la cicadelle (Scaphoideus titanus) qui le transporte. Il circule dans la souche et s'y conserve à vie.

## Localisation
La flavescence dorée est caractérisée  pour  la  première  fois  en  1949  en  Armagnac.
Elle s'installe d'abord dans le sud de la France (Languedoc-Roussillon, Aquitaine, Midi-Pyrénées et vallée du Rhône), et au nord de l'Italie. Si depuis le début des années 1990 son développement semblait s'être ralenti, l'apparition de nouveaux foyers en 1997, 1998 et 1999, notamment en Gironde, fait craindre une nouvelle recrudescence.
La flavescence dorée a atteint la Saône-et-Loire (où quelques parcelles ont dû être arrachées en 2013), la Bourgogne et les Bouches-du-Rhône.
En 2019, de nouveaux cas apparaissent encore en Gironde et en Savoie puis en Champagne.
Fin 2021  et  en 2022, la maladie semble installée dans les Hauts-de-France et en 2025 en Champagne,.

## Symptômes
La flavescence dorée est identifiable par observation simultanée de plusieurs symptômes sur un même rameau : une coloration du feuillage (rougissement sur cépage rouge, jaunissement sur cépages blancs, coloration due à l'accumulation de tanins dans la vacuole des cellules que le microbe évite de percer), un bois mal ou non aoûté, une mortalité des inflorescences ou un flétrissement des baies.
Ces symptômes sont localisés sur une partie de la souche ou concernent la totalité du cep. Il existe aussi des variabilités selon :
- l'importance de la maladie,
- la vigueur du pied (état de stress hydrique ou de carence, etc.),
- le cépage (cabernet sauvignon et sauvignon, par exemple, sont très expressifs alors que merlot et sémillon sont peu expressifs).

L'observation simultanée de ces symptômes fait présumer de la présence de la flavescence dorée. Malgré tout, ce diagnostic visuel doit être confirmé par un test de laboratoire (Test ELISA, PCR). En effet, d'autres maladies à jaunisses peuvent se manifester par des symptômes similaires.
Les symptômes ne sont pas visibles l'année de l'infection (n), ils le seront au plus tôt l'année suivante (n+1) et parfois beaucoup plus tard (n+5). En conséquence, des pieds apparemment sains peuvent héberger le phytoplasme et extérioriser des symptômes plus tard. De plus, les vignes mères porte-greffe n'expriment pas de symptômes, les contrôles par sondage sont donc susceptibles de laisser échapper dans la nature des plants infectés.

## Conséquences
Les pertes sont très graves puisque la totalité de la récolte peut être détruite si les grappes ou les inflorescences ont présenté des symptômes. Enfin, à terme le phytoplasme provoque la mort du cep.

## Confusions possibles
Les symptômes dus à la flavescence dorée peuvent être confondus avec ceux de :
- l'excoriose : coloration des nervures et du pétiole, aoûtement partiel,
- la maladie du bois noir : autre maladie à phytoplasme qui présente les mêmes symptômes que la flavescence dorée. La différenciation n'est possible qu'après analyse (Test ELISA, PCR).

## Propagation
La maladie se développe par foyers et peut se propager rapidement. Les causes d'introduction du phytoplasme dans une parcelle sont :
- la plantation de plants contaminés,
- la dissémination par le vecteur, la cicadelle de la vigne (Scaphoideus titanus).

La maladie est limitée géographiquement dans son extension par les exigences de la cicadelle qui a besoin à la fois d'un été assez long pour laisser apparaître les adultes et d'un hiver assez froid pour permettre la levée de la diapause.

## Lutte obligatoire
En France, en raison des graves conséquences sur le vignoble et de la présence dans de nombreux départements français de la cicadelle vectrice, la lutte contre la flavescence dorée est obligatoire et réglementée par un arrêté ministériel daté du 27 avril 2021 et publié au Journal officiel le  2 mai 2021.
Chaque année, les modalités de lutte ainsi que le périmètre de lutte obligatoire sont fixés par département après arrêté préfectoral.
Le périmètre de lutte obligatoire concerne les communes qui ont été reconnues contaminées par le SRPV, après confirmation de la présence du phytoplasme, ainsi que les communes limitrophes.
Il est donc obligatoire de déclarer le plus tôt possible, les parcelles susceptibles d'être contaminées aux SRPV, qui, après prélèvement et analyse confirment la présence ou non du phytoplasme.
Les modalités de la lutte obligatoire sont :
- l'arrachage et la destruction par le feu des ceps contaminés,
- l'arrachage et la destruction par le feu de la parcelle entière lorsque plus de 20 % des ceps sont atteints et des vignes abandonnées,
- une lutte insecticide contre la cicadelle vectrice,
- l'utilisation de plants sains, ayant subi un traitement à l'eau chaude ou provenant de zones indemnes de maladies.

En 2014, le sujet de la lutte obligatoire suscite la polémique en France à la suite de certaines réticences de la part de vignerons à effectuer les traitements phytosanitaires insecticides, qu'ils pensent contraires au cahier des charges de la viticulture biologique. Cet événement attire l'attention de la presse sur le sujet, et l'opinion publique s'en empare brièvement,.

## Méthodes de protection
La maladie de la flavescence dorée est une maladie de quarantaine. Il n'existe pas de méthodes de lutte directe contre l'agent responsable à savoir le phytoplasme. La lutte, essentiellement chimique, est donc dirigée contre le vecteur de la maladie Scaphoideus titanus.
Les méthodes culturales de prévention sont également indispensables pour limiter l'extension de la maladie.
Des vignes abandonnées et donc dépourvues de lutte contre la flavescence dorée et son vecteur, peuvent constituer un réservoir de pouvoir infectieux pour les vignobles voisins. Il est indispensable de les arracher et de les brûler.
De même, pour éviter l'apparition et l'extension de foyers isolés, il est indispensable de repérer rapidement les pieds atteints pour ensuite les arracher et les brûler. Une pratique consiste à brûler les bois de taille de plus de deux ans porteurs d'œufs de cicadelles.
Les moyens de lutte chimique contre la cicadelle vectrice sont particulièrement limités en agriculture biologique. Seules deux spécialités à base de roténone étaient homologuées (la roténone n'est plus inscrite à l'annexe 1 de la directive 91-414). Il existe une seule spécialité commerciale homologuée à base de pyrèthre. Le problème réside dans le fait que cet insecticide est à spectre large et qu'il détruit la faune auxiliaire. Les traitements en zone obligatoire sont décalés en Agriculture Biologique : il s'agira de bien suivre le BSV (Bulletin de Santé du Végétal). L'emploi de tout autre insecticide fait perdre la certification « agriculture biologique », même dans le cas où la parcelle concernée se trouve dans un périmètre défini de lutte obligatoire.
Le kaolin, sous forme de kaolinite (une argile) calcinée, présente une efficacité contre les larves de cicadelles. Les opposants aux traitements chimiques affirment qu'il existe d'autres moyens de protéger les vignes contre les cicadelles, en utilisant des terres de diatomées, des pièges à cicadelles (qui sont attirées par la couleur orange ) ou des épandages de pailles d'avoine dont la forte intensité lumineuse éloignerait les cicadelles[réf. nécessaire].
D'après l'Association interprofessionnelle des vins biologiques du Languedoc-Roussillon, seule la kaolinite présente un réel intérêt, les autres méthodes sont sans effet suffisant, voire sans effet du tout. La kaolinite réduirait un peu la survie des larves de cicadelles, mais cet effet n'est pas confirmé. Elle est sans effet sur les adultes, son effet répulsif présumé est remis en cause par les essais, ce qui réduit son intérêt en cas de traitement d'urgence. L'AIVB-LR considère que le pyrèthre reste le principal moyen de lutte contre la flavescence dorée et rappelle que la lutte collective contre cette maladie est obligatoire et qu'il est de la responsabilité des viticulteurs d'utiliser les solutions les plus efficaces à leur disposition.